# Корн, Ицхок
И́цхок Корн (также Исаа́к Абра́мович Корн, как политический деятель в Израиле известен на иврите как יצחק קורן — Ицхак Корен, идиш יצחק קאָרן‎‎; 11 марта 1911, Кишинёв, Бессарабская губерния — 22 июня 1994, Тель-Авив, Израиль) — израильский общественный и политический деятель, писатель, историк-краевед. Писал на идише и иврите.

## Биография
Ицхок Корн родился в Кишинёве в семье мануфактуриста Абрама Ициковича и его жены Суры Корн, закончил кишинёвскую гимназию «Александру Донич», получил юридическое образование в Яссах, занимался адвокатской практикой и одновременно был секретарём молодёжного движения «Цеирей цион» в Бессарабии и членом президиума бессарабского отделения Всемирной сионистской организации. В 1938—1940 годах вместе с Берлом Милгромом редактировал журнал «Цайт-фрагн» (Насущные вопросы, Кишинёв) и «Ундзэр вэг» (Наш путь, там же).
С 1940 года — вместе с младшим братом Суней в подмандатной Палестине (родители погибли в кишинёвском гетто в годы Великой Отечественной войны). В 1943—1960 годах — секретарь объединения мошавов (сельскохозяйственных кооперативов), опубликовал ряд научных работ по кооперативному хозяйствованию (e.g. всеобъемлющий обзор «Кооперативное фермерство в Израиле», 1952). В 1950-е годы ивритизировал произношение фамилии (Корен), в публикациях на идише остался Корн.
Депутат Кнессета от партии МАПАЙ (1959—1965, 1969—1973), заместитель министра финансов и просвещения в правительстве Леви Эшколя, генеральный секретарь Всемирного  рабочего сионистского движения (1964—1979).
В 1941 году основал Всемирную ассоциацию бессарабских евреев (с центром в Буэнос-Айресе), объединение евреев-выходцев из Бессарабии в Израиле, бессарабский культурный центр «Бейт-Бесарабия» (Дом Бессарабии) в Тель-Авиве, которыми руководил до последних дней. Также основатель и бессменный президент «Всемирного совета по идишу и еврейской культуре» (Вэлтрат фар идиш ун идишер култур).

## Литературная деятельность
Начиная с середины 1940-х годов написал ряд книг эссеистики, критики и исторических работ по истории бессарабского еврейства, в основном на идише, отдельные работы — на иврите и на испанском языке. Среди книг на иврите — «Пиркей Кишинев» (1947), «Йехудей Бесарабия» (Евреи Бессарабии, 1949), «Йехудей Кишинев» (Евреи Кишинёва, 1950), редактор раздела бессарабского еврейства в многотомной энциклопедии диаспоры (том 11, Иерусалим, 1971); на идише — «Кешенэв. 200 Йор идиш-лэбм ин дэр hойптштот фун Бесарабие» (Кишинёв: 200 лет еврейской жизни в столице Бессарабии, пер. с иврита, 1950), «Майсим ун фармэстн» (Дела и соревнования, 1966), «Идн афн шейдвэг» (Евреи на перепутье, 1978), «Дос гешталт фун Бесарабэр иднтум» (Образ бессарабского еврейства, 1978), «Дос герангл фар идиш» (Борьба за идиш, 1982), «Идиш ин Румэнье» (Еврейский язык в Румынии, 1989), редактор-составитель (совместно с Й. Ясановичем, А. Лисом и И. Рудницким) книги «Аф ди шляхн фун hэйм» (На дорогах дома, 1989) — антологии израильских мотивов в произведениях писателей и поэтов, живущих за пределами страны; на испанском языке опубликовал книги о кишинёвском погроме 1903 года, истории Всемирного еврейского конгресса и другие.

## Семья
- Сын — Дани Корен (12 февраля 1945, Тель-Авив — 15 февраля 2024), депутат Кнессета (2006), с 1994 года председатель товарищества «Дом бессарабского еврейства» (Бейт-Бесарабия) им. И. Корна по адресу Северный Тель-Авив, район Неот Афека, улица Бней-Эфраим, 228, президент баскетбольного клуба «hаПоэль» (Тель-Авив); окончил высшую экономическую школу в Лондоне (Ph.D.), автор книг «Обратный отсчёт: правительство национального единства 1984—1990», «Коалиция: израильская политика за 50 лет в 100 представлениях», «Конец партий: израильская демократия в опасности», «Общественная политика в Израиле: аспекты и применения».
- Дочь — Рут Корен, замужем за известным израильским политическим деятелем Моше Ниссимом.

## Книги на идише
- קעשענעװ: 200 יאָר ייִדיש לעבן אין דער הױפּטשטאָט פֿון בעסאַראַביִע (Кешенэв: 200 йор фун идиш лэбм ин hойптштот фун Бесарабие — Кишинёв: 200 лет еврейской жизни в столице Бессарабии, с иврита), серия «Бесарабэр идн» (Бессарабские евреи), Бесарабэр ландслайт-фарэйн ин Аргентинэ: Буэнос-Айрес, 1950.
- מעשׂים און פֿאַרמעסטן (майсим ун фармэстн, статьи и эссе), Вэлтрат фар идиш ун идишер култур: Нью-Йорк — Тель-Авив, 1966.
- ייִדן אױפֿן שײדװעג (идн афн шейдвэг — евреи на распутье), И. Л. Перец-Фарлаг: Тель-Авив, 1978.
- דאָס געשטאַלט פֿון בעסאַראַבער ייִדנטום (дос гешталт фун бесарабэр иднтум — образ бессарабского еврейства), Тель-Авив, 1978 (на русском языке: «Облик бессарабского еврейства», под редакцией и с примечаниями Д. Хахама, Тель-Авив, 2003).
- דאָס געראַנגל פֿאַר ייִדיש (дос герангл фар идиш — борьба за идиш), Вэлтрат фар идиш ун идишер култур: Тель-Авив, 1982.
- ייִדיש אין רומעניע (идиш ин Румэнье — идиш в Румынии), Авука: Тель-Авив, 1989.
- אױיף די שליאַכן פֿון הײם: אַנטאָלאָגיִע (аф ди шляхн фун hэйм — на дорогах дома: антология), Вэлтрат фар идиш ун идишер култур: Тель-Авив. 1989.

## На иврите
- Пиркей Кишинёв, Авука: Тель-Авив, 1947.
- Йехудей Бесарабия (евреи Бессарабии), Авука: Тель-Авив, 1949.
- Йехудей Кишинёв (евреи Кишинёва), Авука: Тель-Авив, 1950.
- יהדות ביסאראביה: אנציקלופּדיה של גלויות («Яхадут Бесарабия» — бессарабское еврейство, под ред. К. А. Бертини, Б. И. Михали, И. Корна), Энциклопедия Еврейской Диаспоры, т.2, Иерусалим, 1971.

## На испанском языке
- El congreso Judio Mundial: 40 años de lucha por los depechos del pueblo judio («Сорок лет борьбы еврейского народа…»), Буэнос-Айрес, 1949.
- El pogrom de Kishinev (Кишинёвский погром), Congreso Judio Latinoamericano: Буэнос-Айрес, 1950.
- La centralidad de Israel: una imprescindible necesidad nacional, Secretariado Mundial del Movimiendo Obrero: Тель-Авив, 1974.

## На английском языке
- Jews at the Crossroads. Лондон: Cornwall, 1983.